# Bevan Docherty
Bevan John Docherty (Taupo, 29 de março de 1977) é um triatleta neozelandês que conquistou duas medalhas em Jogos Olímpicos.

## Carreira
Em 2004, Docherty conquistou a medalha de ouro no Campeonato Mundial da ITU na Madeira e a medalha de prata nos Jogos Olímpicos de Atenas, oito segundos atrás do seu compatriota Hamish Carter. Nos Jogos da Commonwealth de 2006, em Melbourne, conquistou a medalha de prata. Dois anos depois, durante os Jogos Olímpicos de Pequim, conquistou uma nova medalha olímpica após finalizar em terceiro lugar para levar o bronze com tempo de 1:49:05.59.